# اندیس نهوج-۱
نهوج-۱ یک اندیس مصالح ساختمانی است که در حوالی شهر کجان استان اصفهان قرار دارد و مادهٔ معدنی موجود در آن، گرانیت قرمز است.  